# Melbourne Boomers
O Melbourne Boomers é um clube profissional de basquetebol feminino australiano sediado em Melbourne, Vitória. A equipe disputa a Women's National Basketball League .

## História
Melbourne Boomers foi fundado como em 1969 e usou o nome Bulleen Boomers até 2013.